# Arabische Schrift
Die arabische Schrift ist heute eine der am weitesten verbreiteten Schriften der Welt und blickt im engeren Sinne auf eine Geschichte von etwa eineinhalb Jahrtausenden zurück, obwohl ihr Ursprung, wie der fast aller Alphabetschriften, älter ist. Sie wird von rechts nach links geschrieben.

## Geschichte

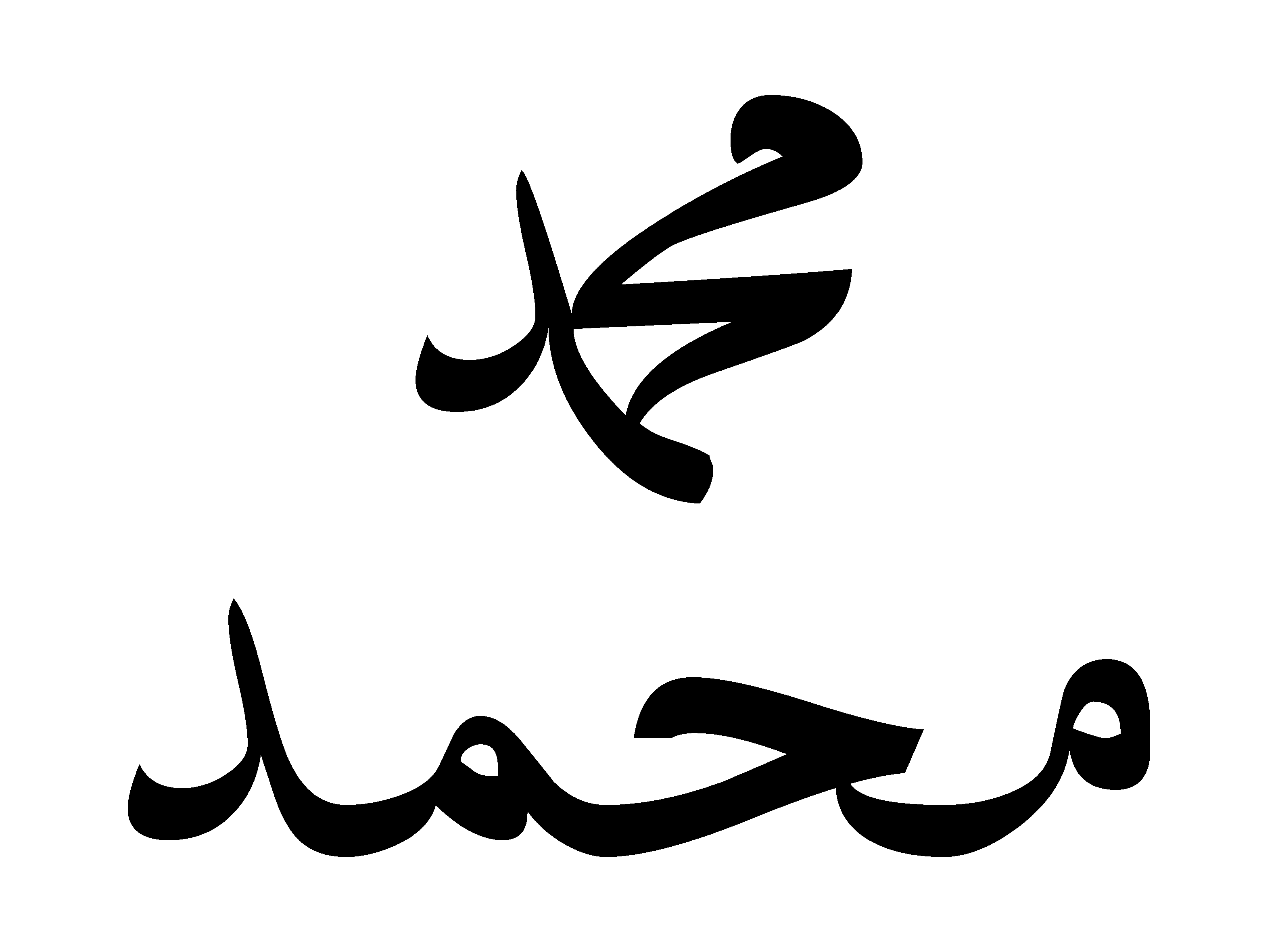
Zwei Formen des Namens Mohammed, oben als Ligatur, unten auf der Grundlinie verbunden, wie in einfacheren Drucken üblich

Die arabische Schrift hat ihren Ursprung in der aramäischen Schrift, welche um 900 v. Chr. aus der phönizischen Schrift entstanden war. Die Entwicklung ging dann über die nabatäische Schrift zu einer Schriftform, die heute meist als kufische Schrift bezeichnet wird, aber weiter zu fassen ist. Diese Schriftform ist der Anfang der heutigen arabischen Schrift. Die Tradition der altsüdarabischen Inschriften ging mit der arabischen Expansion verloren.
Während ihrer Entwicklung mussten Punkte zur Unterscheidung gleich geschriebener Konsonanten hinzugefügt werden, aus 18 wurden schließlich 28 (mit Hamza 29) Zeichen. Hinzu kam die Umbildung der Reihenfolge des arabischen Alphabetes. Diese sich allmählich vollziehende Umbildung konnte an einer Abart, der maghrebinischen Schrift erkannt werden, die im Westen des islamischen Gebietes von 800 bis 900 n. Chr. in Gebrauch war und von einem Gelehrten entwickelt worden ist. Diese stand der Reihenfolge des Altsemitischen noch erheblich näher als alle späteren Formen der arabischen Schrift. Strenggenommen gibt es auch bei der maghrebinischen Schrift verschiedene Abarten; so unterscheidet man einen tunesischen, algerischen, fazischen, andalusischen und sudanischen Typus.
Mit der Einführung des Buchdrucks und der Schreibmaschine im 19. Jahrhundert veränderte man die Form einiger Buchstaben, die in den Handschriften bis dahin dazu geführt hatten, dass die nachfolgenden Buchstaben im selben Wort etwas tiefer stehen mussten, da man damals dieses Problem drucktechnisch kaum lösen konnte.

## Einfluss der Ornamentik

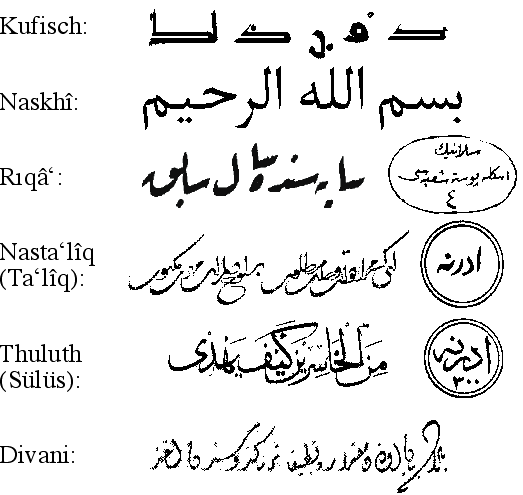
Einige Formen der arabischen Schrift

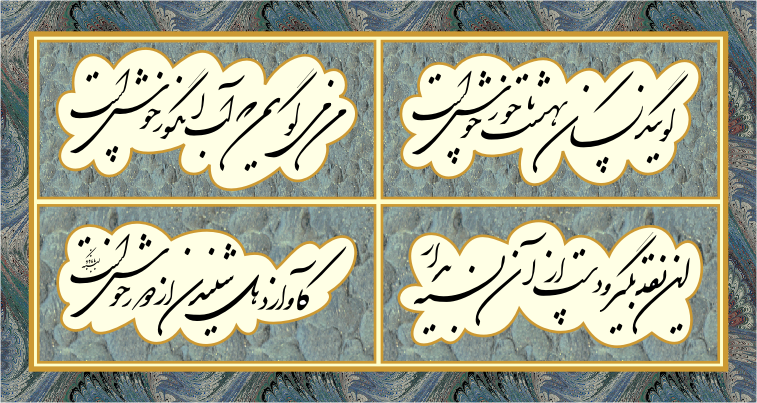
Vierzeiler Omar Chajjams im Schekaste-Duktus

Mit dem Bilderverbot im Islam erlangte die Ornamentik schon bald eine überragende Bedeutung, die auch die Schrift in diesem Bereich mit einbezog. Dadurch, dass hierbei immer mehr Gewicht auf die künstlerische Ausbildung der Schrift gelegt wurde, entwickelte sich auch zunehmend eine anspruchsvolle arabische Kalligrafie, die zu einer Entwicklung zahlreicher recht verschiedener Stilarten führte. Zwar kamen später einige dieser Stilarten wieder aus der Mode, doch sind einige von ihnen noch bis zum heutigen Tage erhalten geblieben.
Die arabische Schrift kennt zahlreiche Schriftformen (arabisch ‚chatt‘) und -typen. Alle arabischen Schriften, auch die Satzschriften, sind Kursiven, bei denen die meisten Buchstaben eines Wortes verbunden sind. Es gibt im Gegensatz zur lateinischen Schrift keine Großbuchstaben. Es gibt zwei Grundformen: eine eckige und eine runde. Die eckige heißt nach der irakischen Stadt al-Kûfa kufische Schrift (Kufi) und wird häufig für Inschriften in Stein und großformatige Korantexte verwendet. Die am häufigsten im gesamten islamischen Raum – vor allem im Druck – gebrauchte runde Schrift ist die Neshi-Schrift, von der es zahlreiche regionale und kalligrafische Varianten gibt: In Persien die elegante Nasta‘lîq-Schrift (von den Türken meist Ta‘lîq-Schrift genannt, während die Perser ihrerseits unter diesem Namen eine aus dem alten Tawqi-Duktus hervorgegangene, nur noch selten angewandte Kanzleischrift verstehen), besonders für Lithographien und Drucke poetischer Literatur beliebt. Demgegenüber findet die Neshi-Schrift hauptsächlich in religiösen, juristischen und ähnlichen Texten Verwendung. Im Briefverkehr und für Notizen verwenden die Perser jedoch meist die Schekaste-Schrift. Dieser Schriftduktus ist wegen der häufigen Verbindung normalerweise unverbundener Zeichen miteinander für Ungeübte schwer lesbar. Die moderne arabische Handschrift im Maschrek beruht auf der Ruqʿa.

## Verbreitung
Die arabische Schrift hat von den semitischen Schriften die größte Verbreitung erlangt. Mit dem Islam und dem Koran wurde sie von Volk zu Volk getragen. Sie verdrängte teils die einheimische Schrift, z. B. in Persien, teils wurde sie die erste Schrift des betreffenden Volkes überhaupt, wie bei einigen afrikanischen Völkern. So wird die arabische Schrift nicht nur für Wiedergabe der arabischen Sprache verwendet, sondern auch für Persisch, Kurdisch (in Irak, Iran und Syrien), früher für Türkisch und Tatarisch (beide verwenden heute ein abgewandeltes lateinisches Alphabet), Malaiisch (die Schrift wird Jawi genannt), Indonesisch, Paschtu, Urdu, Uigurisch, Somali (vgl.: Wadaad-Schrift), Swahili und Hausa, sowie seltener für einige nördliche Berbersprachen. Solche Verwendungen des arabischen Alphabets für andere Sprachen werden als Adschami-Schrift bezeichnet.
Allerdings war die arabische Schrift nicht immer geeignet, um die Phoneme dieser Sprachen vollständig wiederzugeben, da diese sich in ihrem lautlichen Bestand zum Teil sehr deutlich von der arabischen Sprache unterscheiden. Deshalb wurden für besondere Laute einer Sprache, die mit den Schriftzeichen des arabischen Alphabets nicht dargestellt werden konnten, neue Zeichen für die erweiterten Alphabete erfunden. Dies geschah meist, indem man vorhandene Buchstaben, die ein ähnliches Phonem bezeichneten, zur Unterscheidung mit zusätzlichen diakritischen Punkten versah. Das persische p, das im Arabischen nicht vorkommt, wird zum Beispiel aus dem arabischen Buchstaben Ba (باء, entspricht dem lateinischen b) gebildet, indem man ihm unterhalb der Grundlinie nicht nur einen, sondern drei im Dreieck angeordnete Punkte hinzufügt (persisch په, siehe auch Pe). Ebenso wird das g als Abwandlung des Kaf (كاف, k) mit zwei Oberstrichen statt nur einem dargestellt (persisch گاف, siehe auch Gaf).
Die Umschrift des arabischen Alphabets ist in der Norm DIN 31635 festgelegt.

## Übersichtstafeln

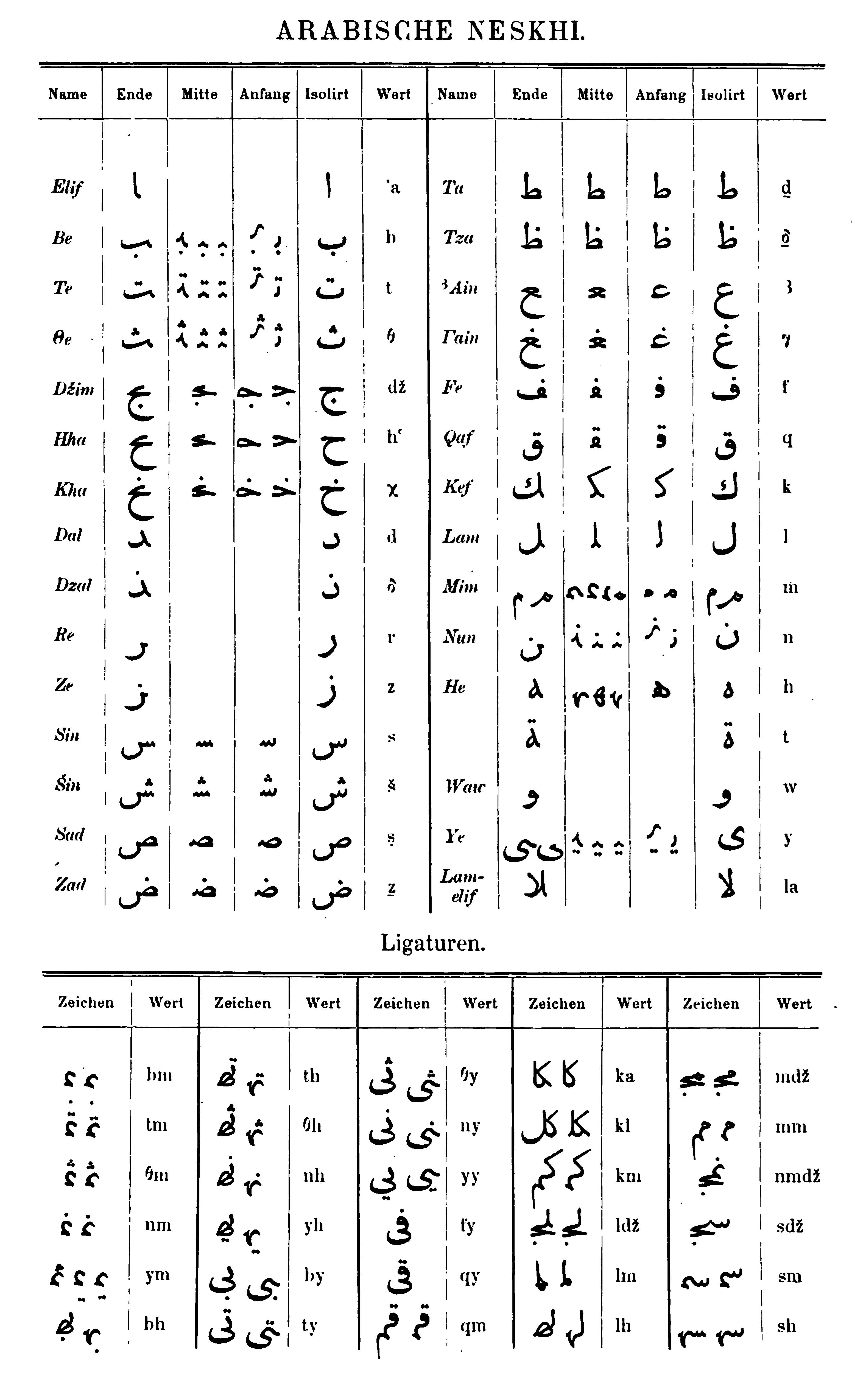
Übersicht mit Namen und Lautwerten in DMG-Transliteration
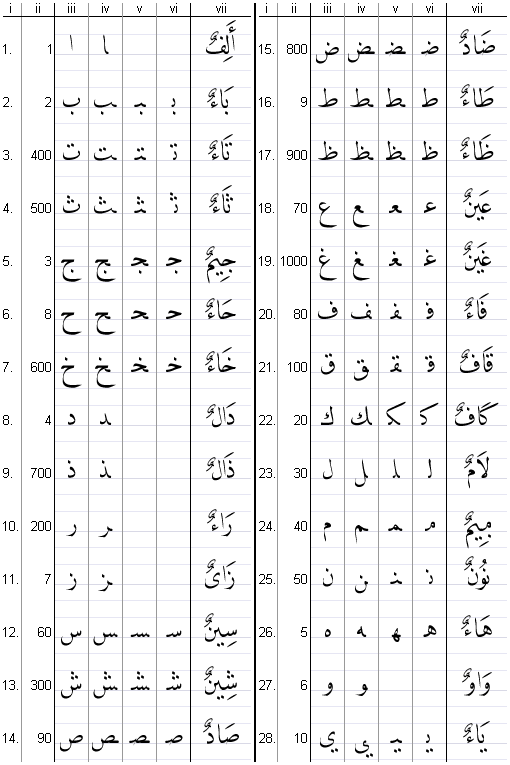
Übersicht mit historischen Zahlwerten: i) Nummer, ii) Zahlwert, iii) isolierte Form, iv) von rechts verbundene Form, v) beidseitig verbundene Form, vi) nach links verbundene Form, vii) Name

## Schriftenkonkurrenz: arabisch, lateinisch, kyrillisch
Der große Siegeszug der arabischen Schrift infolge der islamischen Expansion, die im 7. Jahrhundert mit den Eroberungen der Araber begann, ist in der Gegenwart zu Ende gegangen; das Verbreitungsgebiet hat sich sogar noch verengt. Sprachen wie die malaiische, das Swahili, zum Teil auch schon die Hausasprache in Zentralafrika, die früher mit den arabischen Schriftzeichen geschrieben wurden, werden heute fast nur noch mit lateinischen Buchstaben geschrieben.
Auch bei den osmanischen Türken wurde die arabische durch die lateinische Schrift von Atatürk ersetzt. So wurde auch auf dem „Turkologischen Kongress“ von 1926 in Baku (Aserbaidschan) der Beschluss gefasst, in allen Schulen und im Schrifttum der Türken und Tataren das arabische Alphabet durch das lateinische zu ersetzen. Dies wurde 1928 nur zum Teil verwirklicht, denn die zentralasiatischen Turksprachen wurden zur Sowjetzeit kyrillisch geschrieben. Diese sind heute aber zum Teil ebenfalls nach dem Vorbild des türkeitürkischen zum lateinischen Alphabet (mit einigen neuen Zeichen) übergegangen. Einzig Uighurisch (in Westchina) wird auch heute noch offiziell mit arabischen Zeichen geschrieben, obwohl auch dort der Trend entstanden ist (vor allem im Internet), lateinische Buchstaben zu verwenden.
Im Iran sind die in den 1930er Jahren gemachten Versuche, die arabische durch die lateinische Schrift zu ersetzen, erfolglos geblieben. Oftmals war die Abschaffung der arabischen Schrift erklärtermaßen ein Instrument, die entsprechenden Bevölkerungsschichten dem kulturellen Einfluss des Islams zu entziehen. In der Türkei wurde das lateinische Alphabet im Zuge der Säkularisierung nach europäischem Vorbild durchgesetzt, und in den ehemaligen Sowjetrepubliken Zentralasiens wurde teils das kyrillische Alphabet zur verstärkten kulturellen Anbindung an Sowjetrussland eingeführt. Dies hat heute u. a. zur Folge, dass z. B. die persischen Dialekte im Iran und Afghanistan mit dem arabischen Alphabet geschrieben werden, jedoch in Tadschikistan hierfür das kyrillische Verwendung findet. Ähnlich lief der Prozess in den einstigen europäischen Kolonien ab, in denen die Kolonialherren das lateinische Alphabet einführten. Diese Entwicklungen wurden auch in nachkolonialer Zeit nicht aufgehoben. Es gibt jedoch islamisch motivierte Bewegungen, welche die Wiedereinführung der arabischen Schrift fordern.